# Encamisada

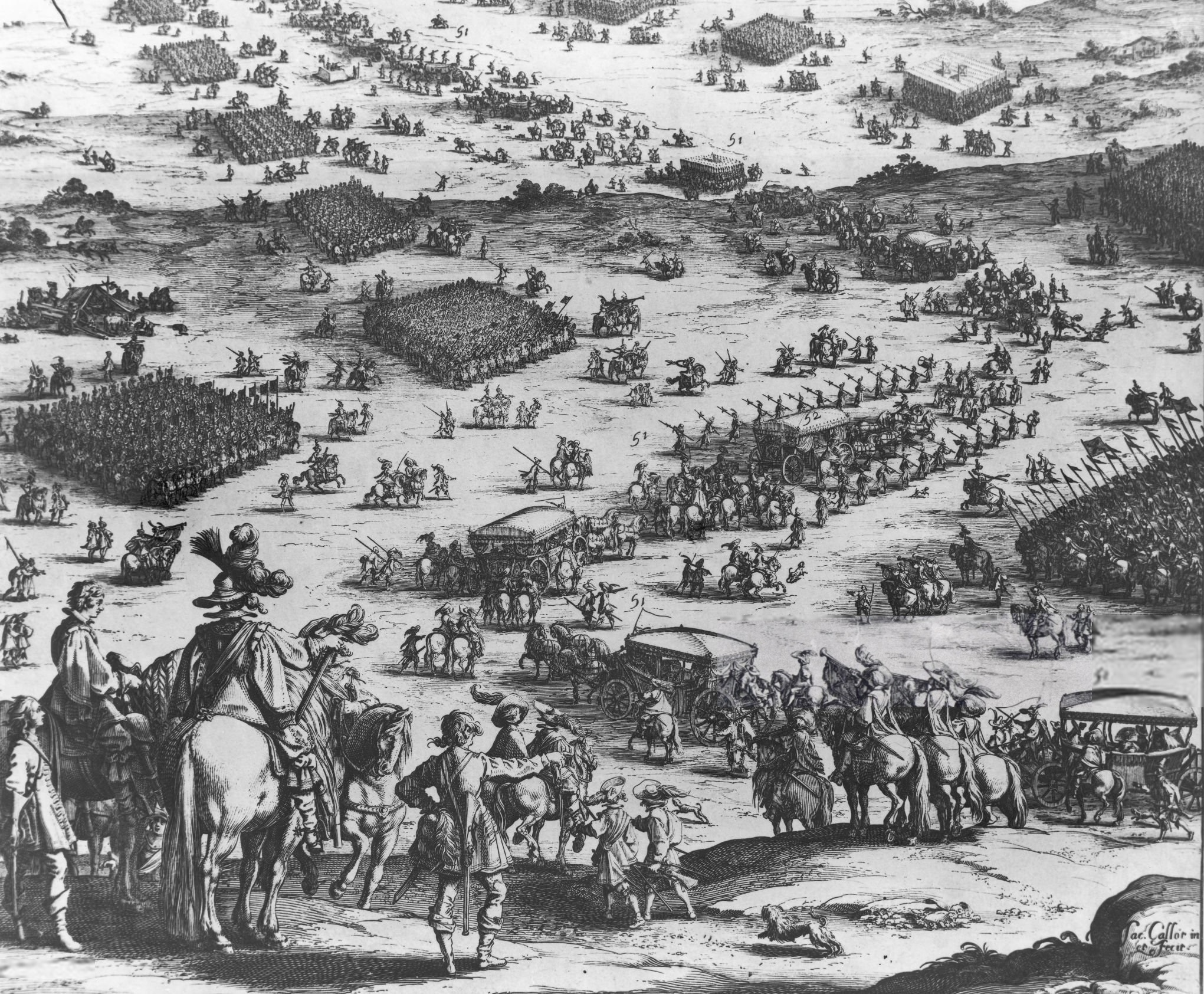
Tercios españoles durante el sitio de Breda.

Por encamisada se entiende la incursión nocturna que realizaban los Tercios españoles contra las tropas enemigas.
En táctica militar, una encamisada (a veces camisado o camisade, en su versión inglesa y francesa) es un ataque por sorpresa durante la noche o al amanecer, cuando se sorprende al enemigo dormido.
Originalmente, las acciones de los Tercios consistían en pequeñas escaramuzas en las que un número de efectivos reducido, en torno a 50, realizaban sabotajes y robos en los campamentos y posiciones enemigas. En las encamisadas el equipo de guerra se reducía al mínimo y se solía llevar sólo daga y espada, aunque algunos soldados portaban arcabuces y mosquetes; como única vestimenta se llevaba la camisa blanca, de ahí el nombre de encamisada.
Solía atacarse por la noche, cuando la tropa enemiga dormía, para poder degollar al mayor número posible de enemigos en silencio, inutilizar todo el armamento posible y, sólo al retirarse, incendiar los edificios, tiendas y usar las armas de fuego que se llevasen.
Esta acción se recrea fielmente en algunas de las aventuras del Capitán Alatriste de Arturo Pérez-Reverte, especialmente en el libro titulado El sol de Breda y su adaptación cinematográfica Alatriste; de hecho, la primera escena de esta película recrea una encamisada ambientada en Flandes en 1622, en la que unos cuantos soldados españoles atacan un campamento holandés para inutilizar la artillería enemiga y matar a algunos soldados holandeses.

## Encamisadas destacables
- El 18 de julio de 1539, los otomanos desembarcaron en Castelnuovo al empezar el Sitio de Castelnuovo. Los soldados del Tercio de Sarmiento lanzaron varios ataques contra los otomanos en sus campamentos durante las noches, utilizando la encamisada al máximo eficacia. Incluso lograron matar y derrotar a varias unidades de los soldados Jenízaros del Imperio otomano. El Sitio de Castelnuovo sigue siendo un gran ejemplo de las tácticas de la encamisada que utilizaban los españoles durante los siglos XVI y XVII no solo contra los otomanos sino contra otros países europeos también.
- El 9 de octubre de 1544, fuerzas al mando del Delfín que sería Enrique II de Francia asaltaron Boulogne en la noche, aunque el ataque resultaría infructuoso.
- El 7 y 8 de diciembre de 1585 el Tercio Viejo de Zamora bajo el mando del Maestre de Campo Arias de Bobadilla llevan a cabo una encamisada contra las tropas de Filips van Hohenlohe-Neuenstein tras el hallazgo de una tabla de la Inmaculada Concepción logrando una milagrosa Victoria que dio lugar al patronazgo del arma de infantería y la festividad nacional en España
- El 14 de octubre de 1758, el general austriaco Leopold Josef Graf Daun sorprende y derrota al prusiano Federico II el Grande en la Batalla de Hochkirch, en el marco de la Guerra de los Siete Años.
- El 26 de diciembre de 1776, el general George Washington, tras conducir su Ejército Continental a través del Río Delaware durante una tormentosa noche de Navidad, sorprende y obtiene una rápida victoria sobre fuerzas alemanas inferiores en número al servicio de la Corona británica (hessianos) en la Batalla de Trenton.
- El 2 de diciembre de 1805, las tropas del general Louis Nicolas Davout realizaron una destacada marcha nocturna desde las cercanías de Viena para llegar hasta el campo de batalla, contribuyendo a la increíble victoria napoleónica en Austerlitz.
- A lo largo de los años 1942-1943 se produjeron varias incursiones de soldados de la División Azul entre las líneas soviéticas en el frente, donde los españoles competían por ver "quien lograba cortar y traer de vuelta más orejas de soldados rusos". Dichas incursiones, por lo espontáneas e improvisadas, no fueron denominadas oficialmente "encamisadas" pero forman parte de la mejor tradición inaugurada siglos antes por los tercios.